# Tauernradweg
De Tauernradweg (Tauernfietsroute) is een langeafstandsfietsroute in Oostenrijk en Duitsland. De route start bij de Watervallen van Krimml en volgt verderop de rivier de Salzach tot de monding in de Inn en vervolgt dan zijn weg richting de Donau bij Passau. De route is vernoemd naar het bergmassief Hohe Tauern. De route is bewegwijzerd in twee richtingen. Een deel van de route is onderdeel van de EuroVelo EV14 Meren en rivieren van Midden-Europa.

## Traject
De route start bij de Watervallen van Krimml nabij Krimml. In Zell am See kan worden aangesloten op de Saalachtalradweg die naar Salzburg gaat. Middels de Tauernradweg en de Saalachtalradweg kan ook een ronde gemaakt worden. 
In Zell am See start ook de EuroVelo EV14 Meren en rivieren van Midden-Europa die parallel meeloopt tot Bischofshofen. Vanaf Sankt Johann im Pongau tot Bischofshofen loopt ook de EuroVelo EV7 Route van de Zon parallel mee. In Salzburg - waar de Saalach in de Salzach stroomt - kan dan weer worden aangesloten op de Saalachtalradweg terug naar Zell am See.
Iets verderop komt Salzach in de Inn en kan in Braunau de Inn-Radweg worden opgepakt. Samen met de Innradweg eindigt de Tauernradweg in Passau aan de Donau. Hier kan worden aangesloten op de EuroVelo EV6 Atlantische kust naar de Zwarte Zee en de Donauradweg.

## Aansluitingen met Europese routes
- Tussen Zell am See en Bischofshofen loopt de route parallel met de EuroVelo EV14 Meren en rivieren van Midden-Europa.
- Tussen Sankt Johann im Pongau en Bischofshofen loopt de route parallel met de EuroVelo EV7 Route van de Zon.
- In Passau kan worden aangesloten op de EuroVelo EV6 Atlantische kust naar de Zwarte Zee.

## Aansluitingen met andere fietsroutes
- In Zell am See kan worden aangesloten op de Saalachtalradweg.
- In Salzburg kan worden aangesloten op de Saalachtalradweg.
- In Braunau kan worden aangesloten op de Inn-Radweg.
- In Passau kan worden aangesloten op de Donauradweg.